# Karl Gölsdorf
Karl Gölsdorf (8. června 1861, Vídeň – 18. března 1916, Semmering) byl významný rakouský lokomotivní konstruktér. Je znám především stavbami výkonných pěti- až šestispřežních rychlíkových lokomotiv s vysoko položeným kotlem, schopných překonávat i náročné alpské trati. Jeho konstrukce jsou považovány za vrchol rakouské lokomotivní školy.

## Mládí
Karl Gölsdorf se narodil 8. června 1861 ve Vídni. Byl synem konstruktéra Louise Adolfa Gölsdorfa. Už jako školák byl uveden do světa lokomotivní konstrukce svým otcem, hlavním strojním inženýrem (Maschinendirektor) z C.K. Jižní železnice. Od roku 1880 studoval na Technické vysoké škole ve Vídni kde v roce 1884 dokončil studium s vyznamenáním. V roce 1885 nastoupil do Wiener Maschinenfabrik ve Vídni jako konstruktér. V roce 1889 se stal vedoucím montáže pro lokomotivní konstrukce. Dne 1. listopadu 1891 nastoupil do konstrukční kanceláře rakouské státní železnice jako inženýr a začal tam svou tvůrčí práci.

## Vynálezy
V roce 1893 vynalezl účinný rozjezdový systém pro sdružené parní lokomotivy. Do té doby, rozjezdový systém, používaný běžně u rakouských lokomotiv nebyl schopen spolehlivě lokomotivu rozjet. Díky němu byla také uvedena do praxe myšlenka, že vysoko položený parní kotel nemá žádné nevýhody. Studijní návštěva do Anglie v roce 1899 silně ovlivnila jeho další návrhy a konstrukce.
Gölsdorf se stal obzvláště známým svým vynálezem – radiálně posuvnými spřaženými nápravami pro parní lokomotivy, tzv. Gölsdorfovo uspořádání. První lokomotivou s takovýmto uspořádáním byla řada 170, čtyřspřežní parní lokomotiva z roku 1897. Pětispřežní lokomotiva řady 180, kde první, třetí a pátá náprava v rámu byla schopna posuvu do boku, demonstrovala, že lokomotivy s děleným rámem byly zbytečně složité. Od té doby se tento typ návrhu parní lokomotivy stal standardem u těžkých nákladních lokomotiv v Evropě.
V letech 1893–1916 byl Karl Gölsdorf hlavním konstruktérem C.K. rakouských státních drah (kaiserlich-königlichen österreichischen Staatsbahnen nebo kkStB). Během své kariéry vyvinul 25 různých řad parních lokomotiv (ve 47 variantách). Mezi jeho konstrukční návrhy patří známé typy jako řada 30, provozovaná Vídeňskou městskou dráhou, dále řada 108 a 310 "Atlantic" a pětispřežní lokomotivy ÖBB řady 380. Pozoruhodné jsou také konstrukce lokomotiv pro ozubnicové železnice jako řada 269 pro Erzbergbahn a pro úzkorozchodné tratě řady YV pro Ybbstalbahn.
Karl Gölsdorf neustále využíval nové technologie tehdejší doby. Jeho řada 310 z roku 1911, trojspřežní rychlíková lokomotiva se sdruženým čtyřválcovým parním strojem na přehřátou páru, byla jedna z nejelegantnějších té doby a od jejího znovu uvedení do provozu (310.23) v roce 1986, je v současnosti nejznámějším zástupcem rakouského konstruktéra.
Díky svým inovacím, obdržel Karl Gölsdorf v roce 1910 doktorát na Technické vysoké škole Hannoveru. V roce 1913 byl jmenován jejím představitelem. Karl Gölsdorf byl aktivním členem německé železničními unie. Své odborné znalosti předával také jako spoluvydavatel tisku Eisenbahntechnik der Gegenwart. Jeho sbírka fotografií získala s tímto zvláštní ocenění; je ve vlastnictví Německého muzea.
Dvě Gölsdorfovy lokomotivy řady 310 jsou zachovány do dnešních dnů. Jedna v Praze v Národním technickém muzeu (označení ČSD 375.007) a druhá, provozní 310.23, v železničním muzeu v rakouském Strasshoffu.

## Úmrtí
Karl Gölsdorf zemřel 18. března 1916 na Wolfsbergkogel v rakouském Semmeringu na akutní infekcí v krku. V tisku je často chybně uváděno že se tak stalo na následky nehody lokomotivy.